# Даирмандаг
Даирмандаг (азерб. Dəyirmandağ) — село и муниципалитет в Кедабекском районе Азербайджана. Население составляет 3359 человек. В состав муниципалитета входит несколько деревень Даирмандага, Гурудуре (Qurudərə), Когнекенд (Köhnəkənd), село Гаджиалекберли (Hacıələkbərli) и Сарыкойнек (Sarıköynək). Муниципалитет находится в 11 км от города Кедабека.
В Даирмандаге действует средняя школа.